# Ŭllyul
Ŭllyul (kor. 은률군, Ŭllyul-gun) – powiat w Korei Północnej, w prowincji Hwanghae Południowe. W 2008 roku liczył 107 997 mieszkańców. Graniczy z powiatami Kwail od zachodu, Ŭnch’ŏn od wschodu, a także Songhwa i Samch’ŏn od południa. Powiat znajduje się nad Morzem Żółtym, określanym w Korei Północnej jako Morze Zachodniokoreańskie.

## Historia
Przed wyzwoleniem Korei spod okupacji japońskiej powiat składał się z 7 miejscowości (kor. myŏn) oraz 80 wsi (kor. ri). W obecnej formie powstał w wyniku gruntownej reformy podziału administracyjnego w grudniu 1952 roku. W jego skład weszły wówczas tereny należące wcześniej do miejscowości Ŭllyul, Ildo, Nambu, Sŏbu, Pukbu, Ido i Jangnyŏn (wszystkie poprzednio znajdowały się w powiecie Ŭllyul). Powiat Ŭllyul składał się wówczas z jednego miasteczka (Ŭllyul-ŭp) i 26 wsi. W lipcu 1988 roku należąca dotychczas do powiatu wieś Songgwan przeszła w granice administracyjne należącej do miasta Nampo dzielnicy Waudo.

## Podział administracyjny powiatu
W skład powiatu wchodzą następujące jednostki administracyjne:
| Nazwa jednostki administracyjnej | Rodzaj jednostki administracyjnej | Hangul         | Hancha         |
| -------------------------------- | --------------------------------- | -------------- | -------------- |
| Ŭllyul-ŭp                        | miasteczko                        | 은률읍         | 殷栗邑         |
| Kŭmsanp'o-rodongjagu             | dzielnica robotnicza              | 금산포로동자구 | 金山浦勞動者區 |
| Yŏn'am-ri                        | wieś                              | 연암리         | 鳶岩里         |
| Sansŭng-ri                       | wieś                              | 산승리         | 山承里         |
| Rakch'ŏn-ri                      | wieś                              | 락천리         | 樂泉里         |
| Kuwŏl-ri                         | wieś                              | 구월리         | 九月里         |
| Wŏnp'yŏng-ri                     | wieś                              | 원평리         | 元坪里         |
| Ŭnhye-ri                         | wieś                              | 은혜리         | 恩惠里         |
| Sandong-ri                       | wieś                              | 산동리         | 山東里         |
| Sam-ri                           | wieś                              | 삼리           | 三里           |
| Unsŏng-ri                        | wieś                              | 운성리         | 雲城里         |
| Kach'ŏn-ri                       | wieś                              | 가천리         | 佳泉里         |
| Taejo-ri                         | wieś                              | 대조리         | 大棗里         |
| Kwansan-ri                       | wieś                              | 관산리         | 冠山里         |
| Sŏgok-ri                         | wieś                              | 서곡리         | 西谷里         |
| Sŏhae-ri                         | wieś                              | 서해리         | 西海里         |
| Kŭmch’ŏn-ri                      | wieś                              | 금천리         | 金川里         |
| Idop'o-ri                        | wieś                              | 이도포리       | 二道浦里       |
| Ch’ŏlsan-ri                      | wieś                              | 철산리         | 鐵山里         |
| Kwanhae-ri                       | wieś                              | 관해리         | 觀海里         |
| Jangnyŏn-ri                      | wieś                              | 장련리         | 長連里         |
| Ryul-ri                          | wieś                              | 률리           | 栗里           |
| Kŭmbok-ri                        | wieś                              | 금복리         | 今卜里         |